# Élisabeth Turgeon
Élisabeth (in religione Maria Elisabetta) Turgeon (Beaumont, 8 febbraio 1840 – Rimouski, 17 agosto 1881) è stata una religiosa canadese, fondatrice delle Suore di Nostra Signora del Santo Rosario: è stata proclamata beata sotto il pontificato di papa Francesco; il rito è stato celebrato il 26 aprile 2015.

## Biografia
Conseguì il diploma di insegnante elementare presso la scuola "Laval" di Québec, diretta da Jean Langevin, futuro vescovo di Rimouski. Si dedicò all'insegnamento per circa dieci anni.
Divenuto vescovo di Rimouski, Langevin sentì l'esigenza di istituire una nuova famiglia religiosa dedita all'insegnamento nei piccoli centri della sua diocesi e lanciò un appello alle sue ex allieve. Louise Turgeon, sorella di Élisabeth, fu la prima ad accogliere l'invito del vescovo e nel 1875 diede inizio all'associazione di insegnanti ideata da Langevin. Élisabeth entrò nell'associazione sin dall'inizio.
Ma, mentre il vescovo Langevin aveva in mente una semplice associazione di tipo laicale, senza voti e senza abito distintivo, le sorelle Turgeon pensavano a una vera congregazione religiosa, dedita all'insegnamento, alle opere di carità e alla preghiera contemplativa. Louise abbandonò allora il progetto.
Dopo qualche tempo, nel 1879 il vescovo approvò l'idea di dare inizio a un istituto religioso e consentì alla Turgeon di emettere i voti. Il vescovo approvò le costituzioni redatte dalla Turgeon per le sue suore (dette inizialmente "suore delle piccole scuole") e la nominò superiora generale, carica che ricoprì fino alla morte.

## Il culto
L'inchiesta diocesana sulla beatificazione di madre Turgeon si è chiusa nel 1994 e nel 1999 la positio è stata sottoposta all'esame della Congregazione per le cause dei santi.
Il 9 ottobre 2013 papa Francesco ha autorizzato la Congregazione a promulgare il decreto riguardante le virtù eroiche della Turgeon, riconoscendole il titolo di venerabile.
Nel 2014 è stata riconosciuta l'autenticità di un miracolo attribuito all'intercessione della religiosa e il 26 aprile 2015, nella chiesa di Saint-Robert-Bellarmin a Rimouski, si è celebrato il rito di beatificazione presieduto dal cardinale Angelo Amato.